# Trois-Ponts
Trois-Ponts er en landkommune i Ardennerne, i Vallonien i provinsen Liège i Belgien. Kommunen havde 2.553 indbyggere i 2020. Kommunens sprog er vallonsk  (fransk).

## Jernbaner
I 2007 – 2008 blev sporene mellem Trois-Ponts og Sourbrodt fra den nedlagte tysk – belgiske Vennbahn fjernet, men der fungerede stadig andre jernbaner i området.